# Надувательство (фильм)
«Надувательство» (англ. Shooting Fish) — комедия, мелодрама 1997 года, режиссёра Стефана Шварца, по сценарию Стефана Шварца и Ричарда Холмса. Премьера фильма состоялась 22 августа 1997.

## Сюжет
Дилан — очаровательный американец и его друг Джез - юританский технический гений, но Дилан и Джез мошенники. Два друга "не разлей вода", воспитанники детского дома Джез и Дилан имеют давнюю мечту: им нужен 1 000 000 фунтов стерлингов, чтобы купить дом их мечты. Но где взять такие деньги? Но если у тебя есть цель, то её можно достичь любыми способами. Мелкое мошенничество — путь долгий. Скачки — вот где «крутятся» большие деньги. Играть, так по-крупному! Джез и Дилан не собираются обманывать честных работяг. Они играют на жадности богачей. Для одной махинации - продажи "компьютеров, распознающих голоса", - парни нанимают секретаршей студентку по имени Джорджи… и оба в неё влюбляются. Они убеждают девушку, что действуют, как Робин Гуды – обманывают богатых, чтобы построить дом для сирот (забывая, правда, уточнить, что сироты – они сами). Вскоре выясняется, что девушке деньги нужны ничуть не меньше – она пытается сохранить родовое поместье, в котором находят приют нуждающиеся в заботе дети. Когда Джез и Дилан попадают в тюрьму, их судьба и вся наличность оказываются в руках Джорджи...

## В ролях
- Дэн Футтерман — Дилан
- Стюарт Таунсенд — Джез
- Кейт Бекинсейл — Джорджи
- Доминик Мафэм — Роджер

## Создатели
- Сценарий: Стефан Шварц, Ричард Холмс
- Продюсеры: Ричард Холмс, Глайнис Мюррэй, Крис Крэйб, Грэхэм Хэмпсон Силк, Лесли МаНил, Нил Пеплоу
- Оператор: Генри Брэхам, Кэйт Робинсон
- Композитор: Станислас Сиревич
- Художники: Макс Готтлиб, Сью Фергюсон, Стюарт Мичем
- Монтаж: Алан Страхан